# گری کینون
گری کینون (انگلیسی: Gerry Cakebread; ۱ آوریل ۱۹۳۶ – ۱۶ سپتامبر ۲۰۰۹) بازیکن فوتبال اهل بریتانیا بود.
از باشگاه‌هایی که در آن بازی کرده‌است می‌توان به باشگاه فوتبال هیلینگدون بورو، بارن‌استپل تاون اف سی، و باشگاه فوتبال برنتفورد اشاره کرد.
وی همچنین در تیم ملی فوتبال England Youth بازی کرده‌است.